# Cricosaurus
Cricosaurus es un género extinto de crocodiliforme marino perteneciente a la familia Metriorhynchidae. El género fue establecido por Johann Andreas Wagner en 1858 para tres cráneos del período Titoniense (Jurásico Superior) de Alemania. El nombre Cricosaurus significa "lagarto anillo", derivado de las palabras griegas cricos- ("anillo") y σαῦρος -sauros ("lagarto").
Especímenes fósiles referibles a Cricosaurus son conocidos de depósitos del Jurásico tardío de Inglaterra, Francia, Suiza, Alemania, Argentina, Cuba, y  México.

## Historia y clasificación

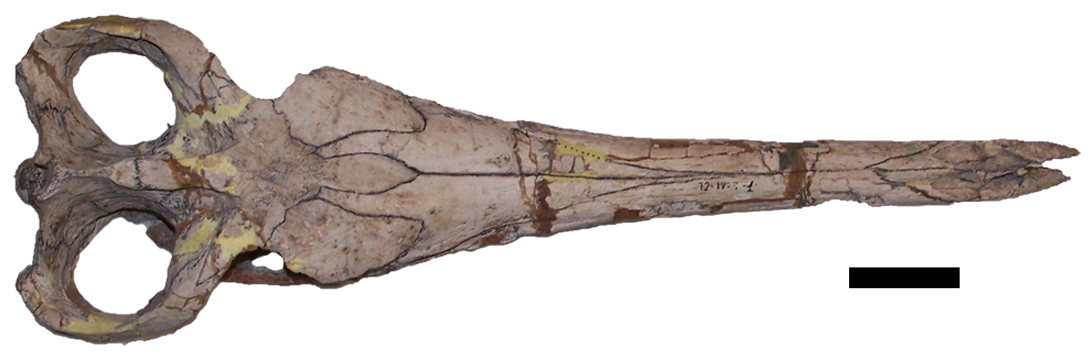
Cráneo holotipo de C. araucanensis, visto desde arriba.

Cricosaurus fue nombrado originalmente por Wagner en 1858 como una reclasificación de un espécimen que él previamente había descrito en 1852.
Varias otras especies han sido nombradas, incluyendo C. suevicus por Fraas en 1901 (originalmente como una especie de Geosaurus. Otra especie denominada C. medius (nombrada por Wagner en 1858) ha sido reclasificada como un sinónimo más moderno de Rhacheosaurus gracilis.
Los tres cráneos originales (todos asignados a especies distintas) eran poco conocidos, y el género mismo había sido considerado un  sinónimo más moderno de Metriorhynchus, Geosaurus o Dakosaurus por distintos paleontólogos en el pasado. Algunos análisis filogenéticos no apoyaban la monofilia de Cricosaurus, Sin embargo, un análisis más extenso realizado en 2009 mostró que las especies contenidas en Cricosaurus eran válidas, e inclusive varias especies de hocico largo antes clasificadas el los géneros emparentados Geosaurus, Enaliosuchus y Metriorhynchus estaban de hecho más emparentados a los especímenes originales de Cricosaurus, lo que resulta en una reclasificación como especies del último género.
Cladograma según Cau & Fanti (2010).
|  | C. araucanensis                                                     |
|  |                                                                     |
|  | \| \| C. schroederi \| \| \| \| \| \| C. macrospondylus \| \| \| \| |
|  |                                                                     |
|  | C. schroederi                                                       |
|  |                                                                     |
|  | C. macrospondylus                                                   |
|  |                                                                     |

|  | C. schroederi     |
|  |                   |
|  | C. macrospondylus |
|  |                   |

|  | C. araucanensis                                                     |
|  |                                                                     |
|  | \| \| C. schroederi \| \| \| \| \| \| C. macrospondylus \| \| \| \| |
|  |                                                                     |
|  | C. schroederi                                                       |
|  |                                                                     |
|  | C. macrospondylus                                                   |
|  |                                                                     |

|  | C. schroederi     |
|  |                   |
|  | C. macrospondylus |
|  |                   |

|  | C. araucanensis                                                     |
|  |                                                                     |
|  | \| \| C. schroederi \| \| \| \| \| \| C. macrospondylus \| \| \| \| |
|  |                                                                     |
|  | C. schroederi                                                       |
|  |                                                                     |
|  | C. macrospondylus                                                   |
|  |                                                                     |

|  | C. schroederi     |
|  |                   |
|  | C. macrospondylus |
|  |                   |

|  | C. araucanensis                                                     |
|  |                                                                     |
|  | \| \| C. schroederi \| \| \| \| \| \| C. macrospondylus \| \| \| \| |
|  |                                                                     |
|  | C. schroederi                                                       |
|  |                                                                     |
|  | C. macrospondylus                                                   |
|  |                                                                     |

|  | C. schroederi     |
|  |                   |
|  | C. macrospondylus |
|  |                   |

## Paleobiología

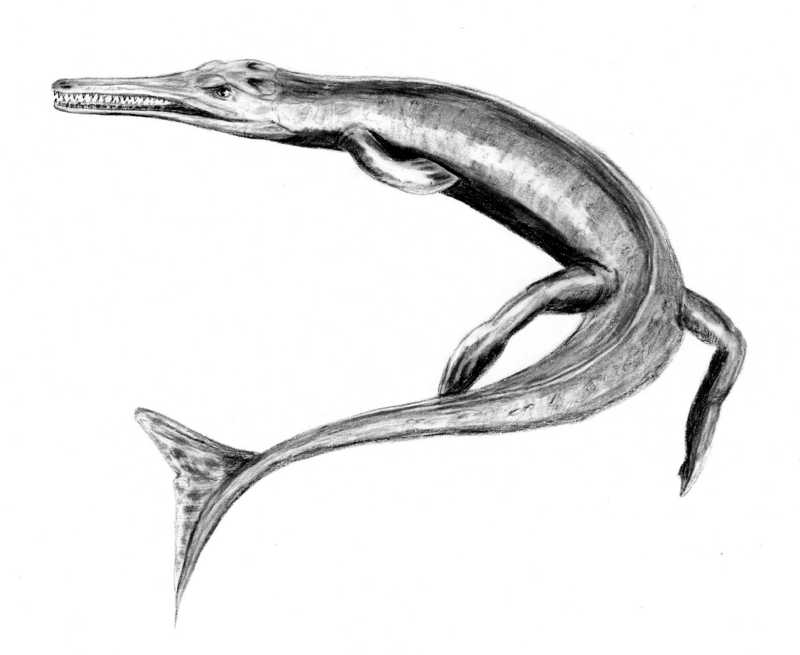
Reconstrucción artística de C. suevicus

Todas las especies actualmente conocidas tenían unos tres metros o menos de largo. Comparados con los cocodrilos de la actualidad, Cricosaurus puede ser considerado de tamaño medio, tendiendo a pequeño. Su cuerpo era ahusado para mayor eficiencia hidrodinámica, lo que junto a su cola con aleta lo hacían un nadador más eficiente que los cocodrilos modernos.

### Glándulas de sal
Un examen reciente de los fósiles de Cricosaurus araucanensis han mostrado que tanto los jóvenes como los adultos de esta especie habían desarrollado glándulas salinas. Esto significa que eran capaces de beber el agua de mar desde su nacimiento (un requisito para un animal de vida pelágica) y podía comer presas que tuvieran la misma concentración iónica que el agua marina circundante (por ejemplo, cefalópodos) sin tener que deshidratarse. Los especímenes adultos de su pariente Metriorhynchus también tenían estas glándulas salinas.

### División ecológica

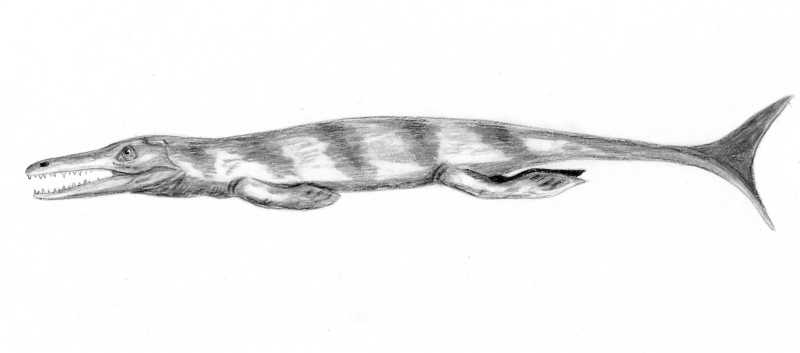
Cricosaurus macrospondylus

Varias especies de metriorrínquidos son conocidas de la formación geológica Mörnsheim (caliza de Solnhofen, a principios del Titoniano) de Baviera, Alemania: Dakosaurus maximus, Geosaurus giganteus, Cricosaurus suevicus y Rhacheosaurus gracilis. Se ha hipotetizado que esta separación ecológica en nichos permitía a varias especies de crocodiliformes coexistir. Los principales depredadores de esta formación parecen ser Dakosaurus y G. giganteus, los cuales eran especies grandes, con hocicos cortos y dientes aserrados. Las especies de Cricosaurus con su hocico largo deben haberse alimentado principalmente de peces, aunque el más grácil Rhacheosaurus puede haberse especializado en capturar presas muy pequeñas. Junto a estas cuatro especies de metriorrínquidos, también era coetánea una especie de tamaño medio del teleosáurido Steneosaurus.
De la algo más antigua formación Nusplingen Plattenkalk (a finales del Kimmeridgiense) del sur de Alemania, se sabe que las especies C. suevicus y Dakosaurus maximus eran contemporáneas. Como en Solnhofen, C. suevicus se alimentaba de peces, mientras D. maximus era el depredador superior.

### Posible viviparismo

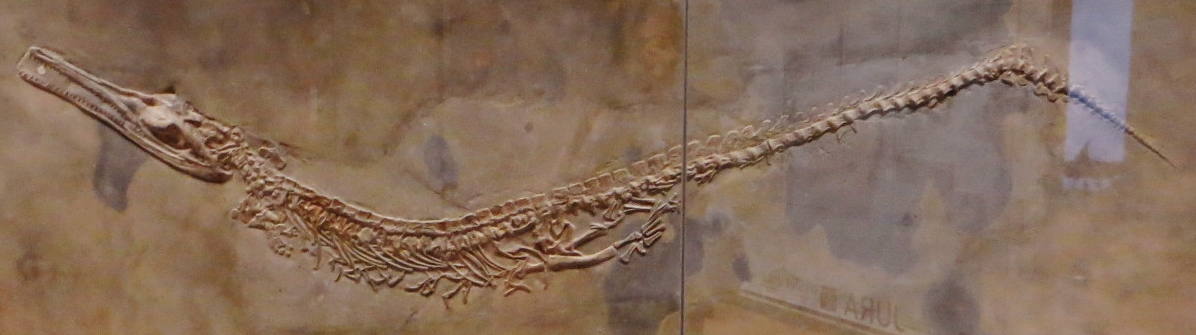
Esqueleto de C. suevicus.

La cadera de Cricosaurus araucanensis posee varias características que crean una abertura pélvica inusualmente grande. El acetábulo, la articulación de la cadera con el fémur, se sitúa muy lejos, hacia el fondo del cuerpo en relación con la columna vertebral, y las costillas del sacro tienen un ángulo de 45° hacia abajo, incrementando aún más la distancia entre la columna vertebral y el pubis-isquion. La cadera formaba de esta forma una elipse vertical en sección transversal, con unos 120 milímetros de alto y 100 milímetros de ancho. En otros pseudosuquios como Steneosaurus, Machimosaurus y Pelagosaurus, las costillas del sacro tienen un ángulo menor y son más horizontales; como resultado, Cricosaurus es de hecho más parecido a reptiles acuáticos como Chaohusaurus, Utatsusaurus y Keichousaurus, y este último se ha sugerido que daba a luz crías vivas. En una evaluación de las diferentes hipótesis reproductivas para Cricosaurus y otros metriorrínquidos, Herrera et al. consideraron que el viviparismo es más probable que el oviparismo.